# Campo de aviação de la Brayelle
O campo de aviação de la Brayelle é historicamente um dos primeiros aeródromos da França, criado em 1908. Está ligado à história da família Bréguet. Está localizado nas fronteiras das comunas de Douai, Lambres-lez-Douai e Cuincy, no departamento de Nord.
O campo de la Brayelle foi sede do primeiro encontro de aviação do mundo, sede da Bréguet Aviation e um importante aeródromo na Primeira Guerra Mundial. É ocasionalmente referido como aeródromo de Douai-Brayelles. Havia vários outros aeródromos na área de Douai, especialmente durante a Primeira Guerra Mundial, então o termo "Aeródromo de Douai" pode ou não se referir a La Brayelle.

## Histórico

### Antecedentes
La Brayelle é o nome de uma antiga "fortaleza e senhorio", estendendo-se sobre o terreno localizado à direita da estrada de Douai a Arras, entre Cuincy e Brebières desde 1297. Antigamente havia um castelo senhorial neste local, perto do caminho que vinha do Mont-de-Douai. Os cidadãos desta cidade foram para lá armados, no ano de 1297, e a destruíram.
A inundação de La Brayelle de 1710 impediu o acesso a Douai aos aliados determinados a formar o ataque de Douai pela frente do [portal de Esquerchin.

### Primeiros anos
Em 1900, os irmãos Jacques e Louis Bréguet dirigiam uma fábrica de motores elétricos e dínamos em La Brayelle. Um amigo, o psicólogo professor Charles Richet, os convenceu a investigar a então nova indústria da aviação. Em 1902, Louis construiu um túnel de vento na fábrica e sua pesquisa começou.

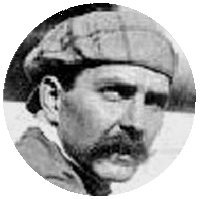
Louis Breguet
em Junho de 1909.

O primeiro produto foi o Bréguet-Richet Gyroplane No.1, uma máquina com quatro conjuntos de quatro rotores biplanos acionados por um motor de 50 cavalos (37 kW). Em 29 de setembro de 1907, ele subiu verticalmente a uma altura de dois pés (0,6 m), estabilizado por quatro assistentes – o primeiro voo de helicóptero tripulado, mas foi completamente incontrolável. Em 1908, a "Bréguet-Richet Aircraft Manufacturing Company" foi formada, continuando o desenvolvimento do Gyroplane com um segundo modelo mais bem sucedido. Este foi seriamente danificado em um pouso forçado e foi usado como base para o modelo "2bis", que estava quase pronto para voar quando foi destruído em seu hangar por uma forte tempestade no início de 1909.
Em 17 de dezembro de 1907, o empresário local Pierre Arbel, diretor das "Forges de Douai", doou terras para o primeiro aeródromo da França e criou um campo de 72 hectares (180 acres) e uma área cercada para os hangares e oficinas.
A primeira aeronave de asa fixa de Breguet, o Type I, teve seu primeiro voo no aeródromo em 28 de junho de 1909.

### Concursos de aviação
Também em 1909, aqui foi realizado o primeiro encontro aeronáutico do mundo. O "Concours d'Aviation" foi patrocinado pela cidade de Douai e sua principal força motriz foi Louis Breguet. Foi realizado de 28 de junho a 18 de julho. Vários aviadores participaram, incluindo o próprio Louis Breguet, Louis Blériot, Hubert Latham e Louis Paulhan, e vários recordes foram quebrados.
Em 9 de julho, cerca de 20.000 pessoas participaram do evento, incluindo membros do Senado francês e da Duma russa. No último dia, aconteceu uma das primeiras corridas aéreas do mundo, entre Blériot e Paulhan. Blériot ganhou o prêmio de velocidade e Paulhan ganhou um concurso de distância e separadamente estabeleceu um novo recorde mundial de altitude de 150 metros (490 pés), cruzando confortavelmente um balão de referência definido na meta de 120 metros (390 pés) para bater os 110 metros (360 pés) ) recorde estabelecido por Wilbur Wright no ano anterior.
O evento foi seguido pouco depois pela muito maior "Grande Semaine d'Aviation de la Champagne" em Reims.
Em 1911, Louis Bréguet fundou sua própria empresa, a Bréguet Aviation, e em 1913, ele estabeleceu uma escola de aviação, ambas baseadas aqui. Jacques Breguet fundou o Aero Clube de Douai em La Brayelle nessa época, que também se dedicava ao treinamento de pilotos.
Infelizmente, a primeira colisão aérea fatal do mundo ocorreu aqui em 19 de junho de 1912. O capitão Marcel Dubois e o tenente Albert Peignan, ambos do exército francês, colidiram um com o outro em uma neblina matinal, matando os dois pilotos.

### Na Primeira Guerra Mundial

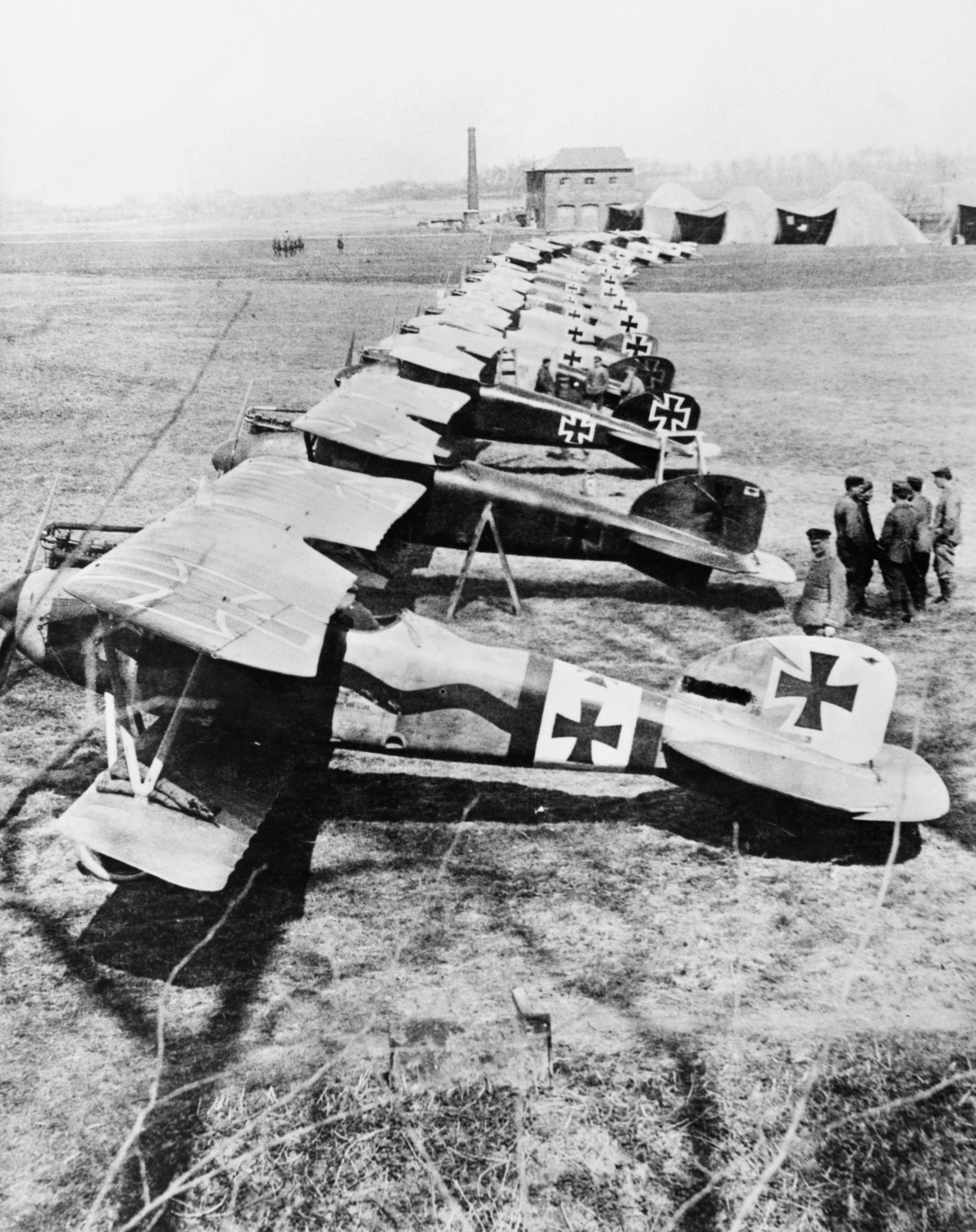
Aeronaves Albatros D.III da Jasta 11 e Jasta 4 em La Breyelle em março de 1917. A aeronave de von Richtofen é a segunda na fila.

Em 1914, no início da guerra, os militares franceses chegaram, e o "Royal Naval Air Service" estacionou alguns carros blindados aqui. Antecipando a aproximação das tropas alemãs, a fábrica de Bréguet foi evacuada. Quando os alemães chegaram, assumiram o aeródromo e construíram mais hangares.
Durante a guerra, o aeródromo foi alvo de bombardeios regulares. Em junho de 1916, a unidade de reconhecimento aéreo da Baviera o Feldflieger Abteilung 5b ("Batalhão de Aviação de Campo") chegou a La Brayelle, mas partiu em outubro depois que os hangares foram destruídos durante um bombardeio pesado.
A Jasta 11 foi mobilizada no aeródromo em 11 de outubro de 1916, equipado com caças Albatros D.III. Dois dias depois de ter sido premiado com a "Pour le Mérite", Manfred von Richthofen chegou como comandante em 15 de janeiro de 1917 e obteve sua primeira vitória em 23 de janeiro, derrubando e matando John Hay do "No. 40 Squadron RAF" do "Royal Flying Corps" (RFC) em um F.E.8. Von Richthofen marcou 26 vitórias enquanto estava aqui. A Jasta 11 tornou-se a esquadrilha de caças de maior sucesso na "Luftstreitkräfte". O aeródromo foi atingido por bombardeiros noturnos do RFC nas noites de 5/6 e 7/8 de abril de 1917, a Jasta 11 mudou-se para Roucourt, 26 milhas a nordeste em 13 de abril de 1917.
A Jasta 4 esteve em La Brayelle entre 24 de fevereiro e 31 de maio de 1917, e a Jasta 12 chegou aqui em 18 de agosto de 1917.
Os alemães continuaram a ocupar o aeródromo e, em 2 de maio de 1918, Roderic Dallas, comandante do "No. 40 Squadron RAF", em um S.E.5, criou um incidente incomum quando deixou cair um pacote com um bilhete insultando os alemães, depois bombardeou e disparou contra a base, aparentemente para a diversão do Marechal de Campo Haig e Sir Hugh Trenchard.
Os alemães partiram em 17 de outubro de 1918, e em 21 de outubro o Esquadrão Nº 16 da RAF chegou para ficar alguns dias com seus R.E.8. Em 27 de outubro o "No. 25 Squadron RAF" mudou-se para o aeródromo com seus DH.4 e DH.9A, e ainda estava operando aqui na data do Armistício de Compiègne de 11 de novembro de 1918. Outros esquadrões da RAF residiram aqui por algumas semanas durante este período foram os números 18 (DH.9A) e 32 (SE5a).

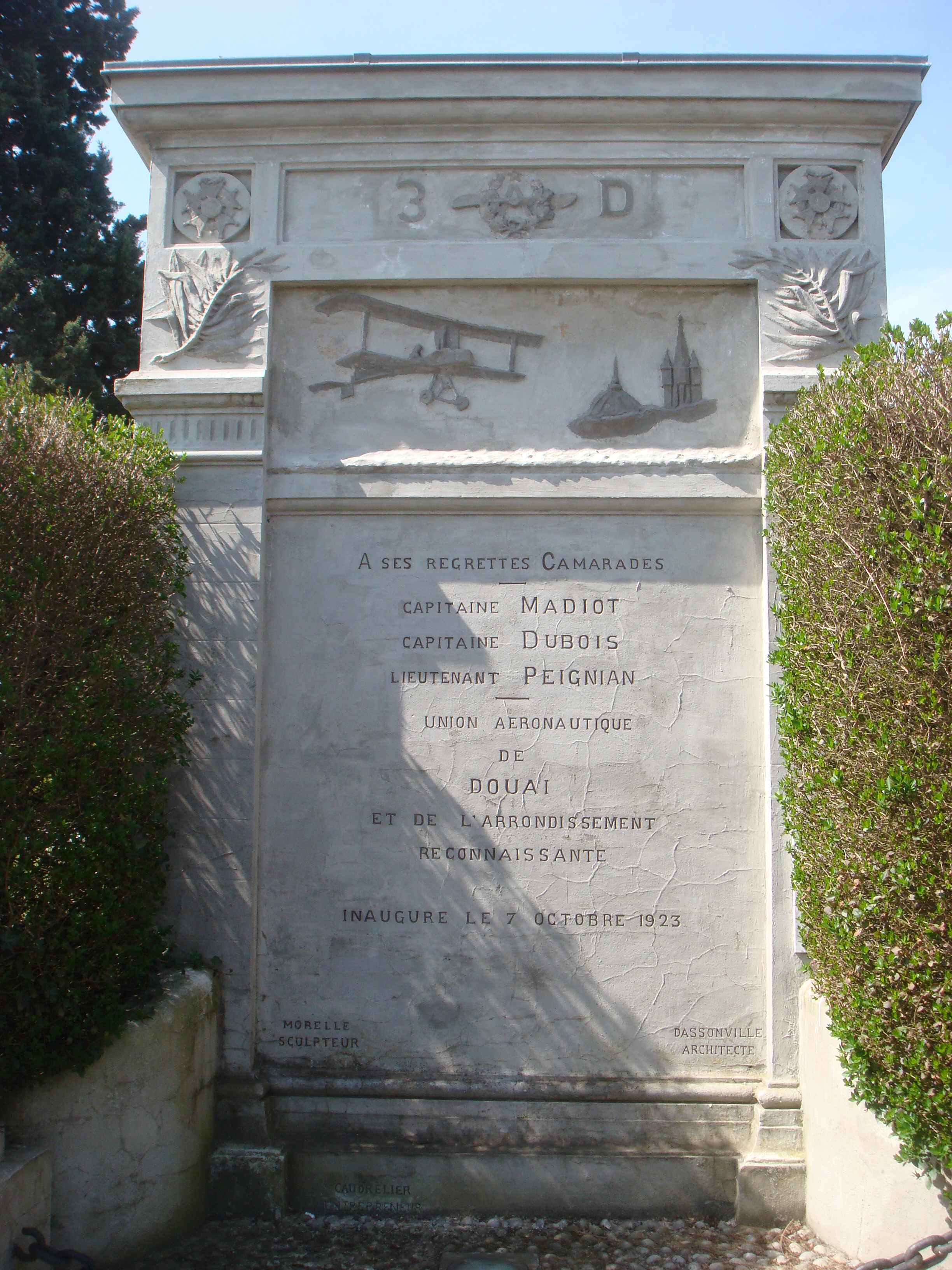
Memorial à beira da estrada em La Brayelle para o "Capitaine Madiot" e sua equipe.

### Pós Primeira Guerra
O aeródromo continuou em uso após a Primeira Guerra Mundial, mas, sendo bastante pequeno, não podia acomodar aeronaves maiores. No entanto, shows aéreos bem sucedidos foram realizados em 1929 e 1935. Durante a Segunda Guerra Mundial, os alemães novamente ocuparam o aeródromo, mas era inadequado para operações, então eles se mudaram para o aeródromo de Vitry-en-Artois, três milhas a sudoeste, que eles consideravam mais conveniente e que tinha pistas que pudessem ser concretadas.
Após a guerra, o aeródromo continuou em uso até a década de 1950, quando foi finalmente fechado. Quase todos os vestígios do antigo aeródromo desapareceram, e o local agora é ocupado em grande parte por terras agrícolas e áreas industriais, incluindo uma grande fábrica de automóveis Renault.
Resta um memorial ao capitão Louis Gabriel Madiot, capitão Dubois e tenente Peignian, que morreram no acidente de uma aeronave Bréguet em 23 de outubro de 1910. Foi erguido em 7 de outubro de 1923 e está localizado à beira da estrada na área das oficinas originais de Breguet.